# Gortyna turatii
Gortyna turatii là một loài bướm đêm trong họ Noctuidae.